# Михайловка (Харабалинский район)
Михайловка — село в Харабалинском районе Астраханской области, административный центр Михайловского сельсовета.

## География
Михайловка расположена на левом берегу Ахтубы в 42 километрах к северо-западу от города Харабали (районный центр).

## История
Деревня Михайловская основана в 1770 году переселенцами из Воронежской губернии в количестве 70 душ, вблизи Михайловского кордона, на выделенной земле для прогона скота. В дальнейшем поселенцы стали арендовать земли у калмыцкого князя Багоцохурского улуса. Отведённая полоса тянулась на сто верст и шириной восемьдесят верст по Волго-Ахтубинской пойме. 
Согласно Списку населённых мест Астраханской губернии в 1859 году в расположенной при реке Ахтубе казённой деревне Михайловской (Волочаевке) имелся 71 двор, проживало 291 души мужского и 297 женского пола
В 1876 году община получила от правительства в собственность 5531 десятин земли. В 1877 году в селе была открыта церковно-приходская школа. В 1905 году на территории села была построена водокачка для нужд железной дороги. Население села быстро росло. Согласно Всероссийской переписи 1897 года наличное население села Михайловское составило 1609 человек, постоянное 1555. Согласно сведениям, содержащимся в Памятной книжке  Астраханской губернии на 1914 год, в селе Михайловском Золотухинской волости Енотаевского уезда Астраханской губернии имелось 399 дворов, проживало 1246 душ мужского и 1225 женского пола
До 1925 года село входило в состав Енотаевского уезда Астраханской губернии. С 1925 года постоянно (за исключением периода с 1944 по январь 1963, когда село входило в состав Сасыкольского района Астраханской области) входит в состав Харабалинского района.
В декабре 1929 года в селе был организован колхоз «Шесть лет памяти Ильича». Осенью 1935 года колхоз «Шесть лет памяти Ильича» был расформирован на два колхоза: имени Тельмана и имени Димитрова. Колхозы занимались выращиванием овощей, хлеба и скота для сдачи государству. В 1939 году было закончено строительство новой школы и из 4-летней она стала 7-летней.
После войны в 1950 году колхозы имени Тельмана и Димитрова были объединены в один — колхоз «Путь к коммунизму». В 1951 году в колхозе числилось 25 тысяч овец, две молочные фермы и две молодняка, шесть свиноферм, конеферма. В 1965 году, на территории Дома культуры был заложен памятник воинам-михайловцам, погибшим в годы Великой Отечественной войны. В 1977 году школа была преобразована из начальной в среднюю.

## Население
| 1859 | 1897 | 1900 | 1905 | 1908 | 1914 |
| ---- | ---- | ---- | ---- | ---- | ---- |
| 588  | 1609 | 1540 | 1682 | 1987 | 2471 |

| 2002  | 2010  | 2012  | 2013  | 2014  | 2015  | 2016  |
| ----- | ----- | ----- | ----- | ----- | ----- | ----- |
| 1130  | ↗1189 | ↘1183 | ↗1184 | ↘1159 | ↗1164 | ↘1160 |
| 2017  | 2018  | 2019  | 2020  | 2021  |       |       |
| ↘1150 | ↘1131 | ↘1119 | ↘1085 | ↘1074 |       |       |

## Социальные учреждения
В селе действуют средняя школа, библиотека, фельдшерско-акушерский пункт, дом культуры.